# 一藤水産
一藤水産（いちふじすいさん）は、かつて鮮魚など生鮮品のディスカウント販売を行なう「黒潮市場」をチェーン展開していた、日本の水産物流通企業で、1993年に「黒潮市場」を創業し、1998年に自己破産した。

## 概要
企業としての前身は、山本允之が1974年に創設した有限会社鳥山信濃路であり、これは和食店「一藤」を運営していたが、1980年に水産事業に転じ、1986年に一藤水産となった。
1993年には、東京都新宿区で鮮魚のディスカウント販売店「黒潮市場」を創業した。大久保駅に近いこの店舗は、精肉のセブンエイト（横浜市）、青果の大東青果（東大和市）の出店を得た、店舗面積およそ750平方メートルの小規模ながら「都市型」パワーセンターと称された。当時は、新興の生鮮ディスカウントが注目され、いわて生活協同組合が業務提携して、研修のために職員を派遣するといったエピソードもあった。以降、事業は順調に拡大して、イオン富津ショッピングセンターや、下高井戸駅前などにも出店し、1995年には青梅市に、焼き魚などの加工を行なう仕分けセンターが設けられた。最盛期には首都圏などに「黒潮市場」14店舗を構え、年商は70億円超となった。
日本各地の地元企業との共同出資による地方進出も取り組まれ、1996年には、黒潮市場北海道が設立され、また、1997年には沖縄県のディスカウントストア「ビッグワン」グループの三星物産と共同で沖縄市のコリンザに沖縄黒潮市場が開設されたが、1998年1月には業績不振で閉店となった。
1997年秋から、経営の行き詰まりが噂されるようになり、同年10月に出店した志木駅前店は駐車場をめぐるトラブルから1998年3月に閉店となり、危機が表面化した。4月には、29億円の負債を抱えて、自己破産申請が提出された。
破産時点における一藤水産は、黒潮市場などにおける鮮魚等の販売のほか、持ち帰り用すし店「浜寿司」や回転ずしの「海鮮寿司」の運営にもあたっていた。

### 黒潮市場北海道
1996年に、丸井地域開発（丸井今井傘下）と共同で黒潮市場北海道を設立。1998年には北海道中央バスグループの中央バス観光商事が運営するMOT6店舗の内5店舗の無償譲渡を受けた。店名はMOT黒潮市場となり、従業員もそのまま移籍した。札幌周辺で7店舗を展開した。一藤水産本体の破綻から少し遅れ、黒潮市場北海道も9月14日に営業を停止し、屯田店はスーパー松下（スーパーエース）、残り4店舗はフレックが引き継いだ。